# Udo Leuschner
Udo Leuschner (* 13. Juli 1944 in Bitterfeld) ist ein deutscher Journalist und Sachbuchautor.

## Leben
Nach einem 1963 begonnenen Volontariat beim Westdeutschen Tageblatt in Dortmund wurde er dort Redakteur für Politik. 1965 wechselte er in die Politik-Redaktion der Tageszeitung Spandauer Volksblatt in West-Berlin, die sich als linksliberale Alternative zur Springer-Presse zu profilieren versuchte. Nach dem Scheitern dieses publizistischen Experiments wechselte Leuschner ins lokale Ressort: ab 1967 als Lokalredakteur bei der West-Berliner Boulevardzeitung Der Abend und ab 1968 als Lokalredakteur beim Mannheimer Morgen.
Beim Mannheimer Morgen wurde er 1972 wegen seines privaten Engagements als Vorsitzender des Republikanischen Clubs Mannheim-Ludwigshafen und Pressesprecher der Jungdemokraten entlassen. Er wurde daraufhin Redakteur der Nachrichtenagentur PPA in Mannheim, zuletzt als Büroleiter mit Zuständigkeit für die Bundesländer Baden-Württemberg, Hessen, Rheinland-Pfalz und Saarland (1973–1990). Es folgte eine weitere Tätigkeit als Redakteur und PR-Referent im Bereich Elektrizitätswirtschaft (zunächst bis Ende 2000 in der Informationszentrale der Elektrizitätswirtschaft und nach deren Auflösung bis Ende 2005 für den Verband der Elektrizitätswirtschaft).
Leuschner betreibt seit Oktober 2000 die Website Energie-Chronik mit einer monatlichen Übersicht der wichtigsten Ereignisse in Energiewirtschaft und -politik ab 1991. Dieses Informationsangebot ging aus einer brancheninternen Publikation der deutschen Stromwirtschaft hervor und wird seit 2008 durch die Rubrik „Hintergrund“ ergänzt.
Udo Leuschner ist im Verein Deutsche Sprache (VDS) aktiv und lebt in Heidelberg.

## Publikationen
- Zeitungs-Geschichte. Verlag Die Arbeitswelt, Berlin 1981
- Entfremdung – Neurose – Ideologie. Bund-Verlag, Köln 1990
- Vom Wirkungsgrad zur Energievernunft. Frankfurt am Main 1994
- „Kurzschluß – Wie unsere Stromversorgung teurer und schlechter wurde“ 2007 Edition Octopus Münster, ISBN 978-3-86582-451-6 (PDF)
- Die Geschichte der FDP.  Von den Anfängen 1945 bis zur Verbannung aus dem Bundestag 2013. Verlagshaus Monsenstein und Vannerdat. Münster 2015, ISBN 978-3-95645-646-6 (Online-Ausgabe )